# Berry Head
Das Berry Head ist eine Landspitze an der Nordostseite von Signy Island im Archipel der Südlichen Orkneyinseln. Sie trennt die Tern Cove von der Stygian Cove.
Die Landspitze ist erstmals auf Kartenmaterial der britischen Discovery Investigations nach Vermessungsarbeiten mit der RRS Discovery II im Jahr 1933 verzeichnet. Namensgeber ist Alfred Thomas Berry (1896–1978), Besatzungsmitglied dieses Schiffs.